# Vajiralongkorn-Talsperre
Die Vajiralongkorn-Talsperre, früher Khao-Laem-Talsperre genannt, ist eine Talsperre im Kreis Thong Pha Phum der Provinz Kanchanaburi in Thailand, die durch den ersten CFR-Staudamm Thailands aufgestaut wird. Der Staudamm steht am Mae Nam Khwae Noi (Khwae-Noi-Fluss, „River Kwai“) und wurde am 13. Juli 2001 nach dem Kronprinzen von Thailand Maha Vajiralongkorn umbenannt. Mit der Talsperre wird ein Wasserkraftwerk mit 300 MW Leistung betrieben.

## Bauwerk
Der Staudamm ist nach verschiedenen Quellen entweder 92 (nach Martin Wieland, Qingwen Ren, John S.Y., Balkema, London 2004) oder 130 m hoch.
Der Dammbau begann 1979 und dauerte fünf Jahre, worauf sich im Juni 1984 die Füllung des Reservoirs anschloss. Die drei 100-MW-Generatoren, angetrieben durch Francis-Turbinen, gingen zwischen Oktober 1984 und Dezember 1985 ans Netz. Damit können jährlich 760 GWh Strom erzeugt werden.
Der Stausee hat eine maximale Speicherkapazität von 8860 Millionen Kubikmetern, eine Fläche von 388 km² und ein Einzugsgebiet von 3720 km². Der durchschnittliche Zufluss zu dem Speicher beträgt rund 5500 Millionen Kubikmeter pro Jahr.
Aus dem Bereich des Stausees mussten 10.800 Menschen umgesiedelt werden. Er flutete auch einen nach dem Zweiten Weltkrieg aufgegebenen Abschnitt der Thailand-Burma-Eisenbahn.

## Sehenswürdigkeiten

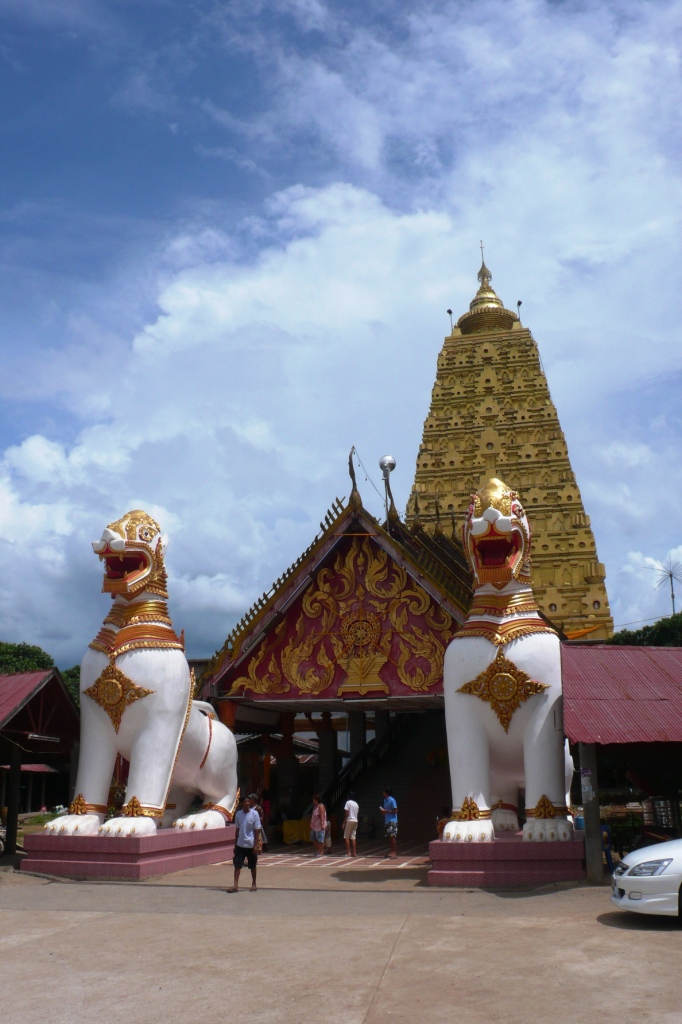
Chedi Phutthakaya

- Wat Wang Wiwekaram (วัดวังก์วิเวการาม) – ein alter buddhistischer Tempel (Wat) der Volksgruppe der Mon liegt im Landkreis Sangkhla Buri am Ufer des Stausees. Der große Chedi Phutthakaya ist dem Mahabodhi-Tempel in Bodhgaya im nordöstlichen indischen Bundesstaat Bihar nachempfunden.